# Ibrahim Assane Mayaki
Ibrahim Assane Mayaki, né le 24 septembre 1951, est le Secrétaire Exécutif de l’Agence de planification et de coordination du Nouveau partenariat pour le développement de l'Afrique (NEPAD). Il a occupé auparavant plusieurs postes ministériels au sein du gouvernement du Niger et des fonctions dans plusieurs organismes internationaux.

## Biographie
Ibrahim Assane Mayaki est né au Niger le 24 septembre 1951.
Il est titulaire d'un master de l'École nationale d'administration publique (Enap) du Québec et d’un doctorat en sciences administratives obtenu à l’université de Paris I en France.
Outre les principales langues nationales du Niger, il parle couramment le français, l’anglais et l’espagnol.
Il est marié et père deux enfants. Il est 3e dan de taekwondo.

### Carrière professionnelle
Professeur d’administration publique et de management au Niger et au Venezuela de 1978 à 1982 puis de 1985 à 1987, il a aussi travaillé pendant dix ans dans le secteur minier au Niger.
De 2000 à 2004, il a été professeur de relations internationales et de droit des organisations internationales à l'université de Paris-Sud. Il a aussi été directeur de recherches au Centre de recherches sur l'Europe et le monde contemporain de cette même université.

### Carrière politique
En janvier 1997, sous la présidence d'Ibrahim Baré Maïnassara, il devient ministre délégué de l’Intégration africaine et de la Coopération, puis ministre des Affaires étrangères.
En novembre 1997, il est nommé Premier ministre. Il occupe cette fonction jusqu'en janvier 2000.
Sous son impulsion, le dialogue social au Niger connait une avancée significative avec notamment la création de plusieurs comités techniques sectoriels et interministériels chargés de négociation avec les partenaires sociaux, l’organisation, en 1998, en collaboration avec la Confédération Internationale des Syndicats Libres (CISL), d’un forum national sur le dialogue social et la mise en place de consultations et de mesures devant aboutir en 2000, à la création, de la première Commission nationale de dialogue social (CNDS).
En août 2000, il crée le Cercle d’analyse des politiques publiques, un thinktank spécialisé en politiques de santé et d’éducation.
En 2004, il devient directeur exécutif de la Plate-forme pour l'appui au développement rural en Afrique de l’Ouest (Le Hub Rural), située à Dakar au Sénégal.
Il est depuis janvier 2009 le secrétaire exécutif du Nouveau partenariat pour le développement de l'Afrique (NEPAD), situé à Midrand en Afrique du Sud.

## Décorations
En 2011 il reçoit les insignes de l'officier dans l'ordre national du Mérite agricole.
Le 7 novembre 2019 Ibrahim Assane Mayaki a été décoré du titre de “Grand Cordon de l'ordre du Soleil levant” par l'empereur japonais Naruhito. Cette décoration, la plus haute distinction de l'État du Japon, vient reconnaître sa contribution dans la promotion des relations d'amitié entre le Japon, le Niger, et, plus largement, l’Union africaine.

## Publications
Ayant écrit plusieurs articles académiques, il publie La Caravane Passe (Paris, Odilon Média, 1999, 210 p.)  (ISBN 2-84213-029-4), un livre retraçant son expérience politique.